# Henrik Werth
Henrik Werth was een Hongaarse militair die in de Eerste Wereldoorlog als kolonel diende en later in het Koninklijk Hongaarse leger als officier Chef van de Generale Staf tijdens de Tweede Wereldoorlog.

## Levensloop
Henrik Werth werd geboren in Rezsőháza, Hongarije (tegenwoordig Knićanin, in Servië), op 26 december 1881. Hij werd kadet in het Oostenrijks-Hongaarse leger in 1897 in Wenen en klom snel in rang tijdens de Eerste Wereldoorlog. Tegen 1918 was hij luitenant-kolonel. Na de ineenstorting van Oostenrijk-Hongarije diende hij later de Hongaarse Sovjetrepubliek als commandant van het I Legerkorps van het Hongaarse Rode Leger, voordat hij het commando kreeg over de 7e Infanteriedivisie.
Werth bleef dienen na de val van het communistische regime, werd bevorderd tot kolonel in 1920 en tot generaal-majoor in 1926. Hij gaf les aan de algemene stafacademie en diende kort als chef operaties op de generale staf gedurende die tijd. In 1936, op 55-jarige leeftijd, werd Werth met pensioen gestuurd. Hij werd echter in 1938 opgeroepen voor dienst en werd chef van de generale staf.
Door zijn Duitse afkomst steunde hij de deelname van Hongarije aan de Tweede Wereldoorlog en geloofde dat Hongarije kon profiteren van het helpen van de Duitsers. Later werd hij ontslagen uit zijn functie vanwege de belofte, zonder toestemming van regent Miklós Horthy, aan de Duitsers dat alle Hongaarse legeronderdelen beschikbaar zouden zijn voor hen.
Hij werd in februari 1945 nogmaals opgeroepen uit zijn pensioen door de Sovjet-troepen en werd onmiddellijk gearresteerd. Het Hongaarse Volksrecht veroordeelde hem ter dood wegens oorlogsmisdaden. Hij werd overgebracht naar de USSR waar hij in 1952 stierf, in een goelag waarvan de naam niet bekend is.